# Таунат
 Тази статия е за града в Мароко.  За провинцията вижте Таунат (провинция).  
Таунат (на арабски: تاونات‎) е град в северно Мароко, административен център на провинция Таунат в регион Таза - Хосейма - Таунат. Населението му е 37 616 души (2014 г.).
Разположен е на 566 m надморска височина на южните склонове на планината Риф, на 67 km северно от Фес и на 70 km южно от бреговете на Средиземно море.